# Beady Range
Beady Range är ett berg i Kanada.   Det ligger i provinsen British Columbia, i den centrala delen av landet, 3 900 km väster om huvudstaden Ottawa. Toppen på Beady Range är 1 380 meter över havet.
Terrängen runt Beady Range är kuperad. Trakten runt Beady Range är nära nog obefolkad, med mindre än två invånare per kvadratkilometer.. Det finns inga samhällen i närheten.